# バルティ語
バルティ語（バルティご、ナスタアリーク体：بلتی, チベット文字：སྦལ་ཏི།, ワイリー方式：sbal ti）は、バルティ人によってバルティスタンのギルギット・バルティスタン州とインドのヌブラで話されるチベット諸語の一つである。標準チベット語とは異なり、標準チベット語で失われた古いチベット語の音の多くが保存されている。 また、標準チベット語にはen:Tone contourを含む複雑で明瞭な高低アクセントシステムがあるのに対し、バルティ語には多音節の単語でのみ現れる単純な高低アクセントシステムしかない。